# Crucea de Sus, Vrancea
Crucea de Sus este o localitate componentă a orașului Panciu din județul Vrancea, Moldova, România.